# Präsidentschaftswahl in den Vereinigten Staaten 1884
Die Präsidentschaftswahl in den Vereinigten Staaten von 1884 wurde von übermäßigen Beschuldigungen und persönlichen Angriffen der Kandidaten überschattet. Am 4. November 1884 gewann der New Yorker Gouverneur Grover Cleveland knapp die Wahl gegen den republikanischen Senator James G. Blaine aus Maine. Er war der erste Demokrat im Präsidentenamt in den Vereinigten Staaten seit der Wahl von 1856, und somit der erste nach dem Amerikanischen Bürgerkrieg. Die äußerst knappe Wahl wurde möglicherweise durch eine Verunglimpfung in der Endphase des Wahlkampfes entschieden. Während einer republikanischen Wahlkampfveranstaltung bezeichnete ein Redner die Demokraten als Partei von "Rum, Romhörigkeit und Rebellion" – übermäßiger Alkoholismus und Loyalität gegenüber dem Papst statt gegenüber der eigenen Nation waren typische Vorwürfe gegenüber katholischen Einwanderern aus Deutschland und Irland, die neben den Bewohnern der Südstaaten das Wählerpotenzial der Demokratischen Partei ausmachten. Dieser Fauxpas kostete Blaine viele Stimmen von katholischen und irischen Wählern und brachte ihn um die entscheidenden Wahlmännerstimmen im Bundesstaat New York.
Der bisherige und noch relativ populäre Amtsinhaber Chester A. Arthur bemühte sich zunächst um die Nominierung der Republikaner, betrieb jedoch keinen aktiven Wahlkampf. Grund dafür war seine Gesundheit.
Als unabhängige Kandidatin trat die Frauenrechtlerin Belva Ann Lockwood an.

## Kandidaten
Demokratische Partei

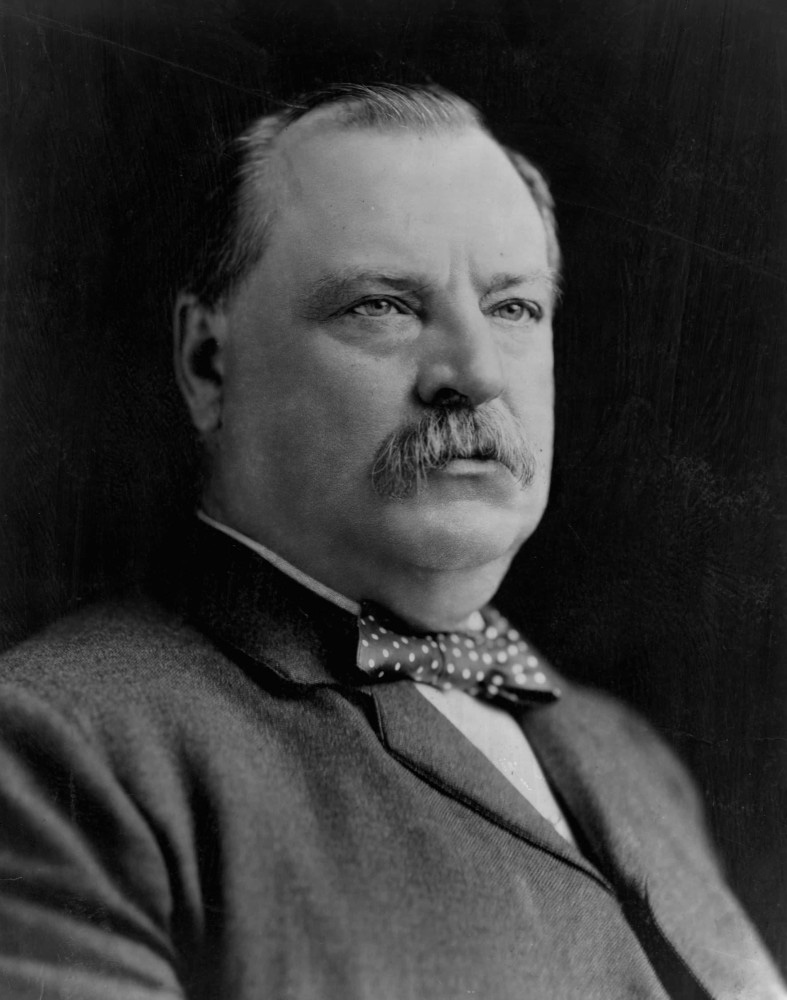
Stephen Grover Cleveland

Die Demokraten nominierten im 2. Wahlgang den amtierenden Gouverneur von New York als Kandidat für die Präsidentschaft. Sein Mitkandidat wurde Thomas A. Hendricks.

Republikanische Partei

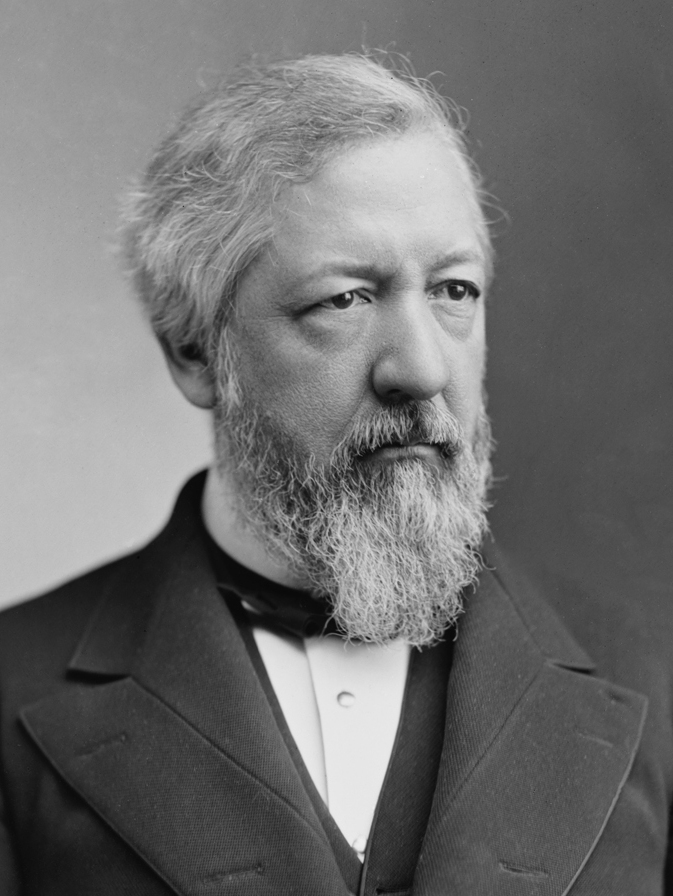
James G. Blaine

Die Republikaner übergingen bei ihrem Nominierungsparteitag den amtierenden Präsidenten Chester Arthur, der allerdings auch nicht dafür warb erneut normiert zu werden. An seiner statt wurde James G. Blaine nominiert, der zu dieser Zeit Sprecher des Repräsentantenhauses war. Sein Mitkandidat war John A. Logan.

## Ergebnis
| Kandidat                 | Partei | Partei                    | Stimmen    | Stimmen | Wahlmänner |
| Kandidat                 | Partei | Partei                    | Anzahl     | Prozent | Wahlmänner |
| ------------------------ | ------ | ------------------------- | ---------- | ------- | ---------- |
| Grover Cleveland         |        | Demokrat                  | 4.914.482  | 48,9 %  | 219        |
| James Gillespie Blaine   |        | Republikaner              | 4.856.905  | 48,3 %  | 182        |
| Benjamin Franklin Butler |        | Greenback / Anti-Monopoly | 175.096    | 1,7 %   | —          |
| John St. John            |        | Prohibitionist            | 147.482    | 1,5 %   | —          |
| Gesamt                   | Gesamt | Gesamt                    | 10.049.754 | 100 %   | 401        |

201 Stimmen waren für die Wahl zum Präsidenten notwendig.